# Vlasovec medinský
Vlasovec medinský (nebo také guinejský červ; Dracunculus medinensis) je parazit rozšířený v Africe, původce choroby zvané drakunkulóza.

## Popis, životní cyklus

životní cyklus vlasovce medinského

Člověk se nakazí pozřením vody, která obsahuje živé buchanky, tj. drobné vodní korýše, kteří jsou mezihostitelem tohoto červa. V těle nakažené buchanky se nachází infekční larva vlasovce L3, která se ve střevě uvolní a pronikne do břišní dutiny. Zde dospívá, dochází k páření, samci po páření uhynou. Dospělé oplozené samičky pak migrují do podkoží, nejčastěji v dolních končetinách, kde se uhnízdí v bolestivém vředu, který na povrchu praská.
Při styku vředu s vodou část samičky vyleze na povrch kůže a uvolní nezralou larvu L1, která je následně opětovně pozřena buchankou, uvnitř níž se 2x svlékne a po 14 dnech buchanka obsahuje infekční larvu L3.
Prepatentní perioda, tedy čas od pozření buchanky do objevení vředu s dospělou samičkou, je asi jeden rok. Samička vlasovce medinského může nabývat délky až jednoho metru.

## Odstranění, eradikace
Tohoto parazita lze odstranit chirurgicky nebo tradiční (a bolestivou) metodou tak, že ho namotáváme na malé dřívko. Za den lze namotat pouze 0,5–2 cm.
V roce 1980 začala kampaň s cílem zcela vymýtit tohoto parazita. Hlavní je při tom důsledné používání hygienických zásad (filtrování či převařování pitné vody). V roce 2018 bylo potvrzeno jen 28 lidských případů nákazy, ale problém toho roku bylo šíření infekce mezi psy v Čadu. V roce 2021 prokazatelně přežíval ještě v pěti afrických zemích, v Etiopii, Čadu, Jižním Súdánu, Mali a Angole.

## Zmínky v kultuře

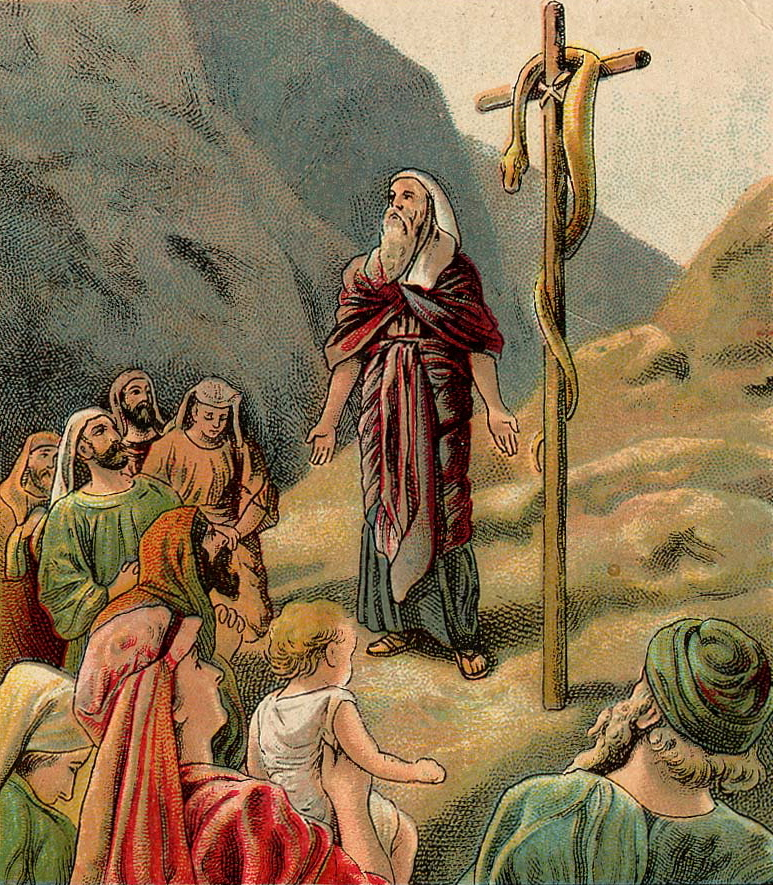
vyobrazení Mojžíše s hadem

Předpokládané zmínky o vlasovci se dají vypátrat v řadě starých textů – většinou se jedná o zaobalený popis jeho vzhledu, výskytu nebo nemoci jím způsobené. S určitou pravděpodobností tak vlasovce můžeme nalézt například:
- na Turínském papyru – v jednom z mýtů se bohyně Eset, prahnoucí po vědomostech stárnoucího boha Re, rozhodne vytvořit hada ze směsi půdy a slin. Had kousne slunečního boha do paty a způsobí mu horečku, zánět a bolest tak nesnesitelnou, že Re nakonec povolí, prozradí Eset své pravé jméno a tím jí i odhalí všechny své vědomosti.[4][5]
- ve Rgvédě – v jedné z hymen je popisován výskyt vlasovce a příznaky nemoci; ve třech jejích slokách se pak opakuje závěrečný verš: "Ať se mě ten vinoucí se červ nedotkne a neporaní mi nohu." [6][7]
- na Aeskulapově holi – podle jedné z teorií by současný symbol mnoha zdravotnických zařízení mohl znázorňovat právě průběh vytahování vlasovce z kůže. Při tomto procesu musí být parazit pomalu a opatrně navíjen na dřívko, aby nedošlo k jeho přetržení – člověk schopný takového zákroku by si pak mohl dát vlasovce do znaku jako symbol své zručnosti a zkušenosti.[8]
- v Bibli – ve Starém zákoně jsou několikrát popisováni ohniví hadi (fiery serpents), kteří v divočině napadali Izraelity. Vlasovcům se mimo jiné v angličtině právě "fiery serpents" přezdívá – kvůli horečce, kterou u lidí vyvolávají.[9]